# Ahvaz Ghadirstadion
Het Ahvaz Ghadirstadion (Perzisch: ورزشگاه غدیر اهواز) is een multifunctioneel stadion in Ahvaz, een stad in Iran. 
Het werd geopend 15 maart 2012 in aanwezigheid van de president van Iran, Mahmoud Ahmadinejad. Bij de opening werd ook een wedstrijd gespeeld tussen het Iraans voetbalelftal onder 20 en Foolad FC. In het stadion ligt een grasveld van 105 bij 75 meter. 
Er is plaats voor 38.960 toeschouwers. 
Het stadion wordt vooral gebruikt voor voetbalwedstrijden, de voetbalclub Esteghlal Khuzestan maakt gebruik van dit stadion. Tussen 2013 en 2018 maakte ook Foolad FC er gebruik van.